# 에리카 살루매에
에리카 살루매에(에스토니아어: Erika Salumäe, 러시아어: Э́рика Аксе́левна Салумяэ 예리카 악셀레브나 살루먀예[*], 1962년 6월 11일~)는 소련과 에스토니아의 사이클 선수, 정치인이다. 올림픽에서 여자 사이클 스프린트 2연패를 달성했고, 세계 선수권 대회에서 금메달 2개, 은메달 1개, 동메달 1개를 획득했다. 또한 1982년부터 1989년까지 세계 기록을 15번 갱신했다.

## 생애
살루매에는 패르누에서 태어났으며, 탈린의 VSS 칼레프에 입단하여 훈련을 받았다. 1983년 캐나다 에드먼턴에서 열린 1983년 하계 유니버시아드 대회에서 여자 스프린트 종목과 여자 5000m 독주 종목에서 프랑스의 이자벨 니콜로소를 누르고 금메달을 획득했으며, 포인트 레이스 종목에서는 니콜로소에게 밀려 은메달을 획득했다. 1988년 대한민국의 서울에서 열린 올림픽에 소련 대표 선수로 참가, 스프린트 종목에서 출전했다. 살루매에는 예선에서 올림픽 신기록을 세웠으며, 결선에서 동독의 크리스타 루딩을 꺾고 금메달을 획득했다. 
에스토니아가 소련으로부터 독립한 후에는 에스토니아 국적을 취득했다. 1992년 스페인의 바르셀로나에서 열린 올림픽에 에스토니아 국가대표로 참가하여 스프린트 종목에서 독일의 아네트 노이만을 꺾고 지난 서울 올림픽 대회에 이어 올림픽 2연패를 달성했다. 이후 1995년 콜롬비아의 보고타에서 열린 세계 선수권 대회에서 프랑스의 펠리시아 발랑제와 러시아의 올가 슬류사레바의 뒤를 이어 스프린트 동메달을 획득했다. 미국의 애틀랜타에서 열린 1996년 하계 올림픽에서는 스프린트 종목 6위를 기록했다.
은퇴 후에는 에스토니아 스모 협회 부회장(1997~1998), 에스토니아 문화 기부 재단의 체육 부서 직원(1999~2001), 에스토니아 학생 체육 협회 회장(2005~2011), 에스토니아 페탕크 협회 부회장(2006~2009) 등의 에스토니아 체육 관련 요직을 지냈고, 현재는 스페인에 거주하고 있다.